# محمود إدريس
محمود بن عبد القادر بن إدريس (1938 - 2015) شيخ ومقرئ ومن أعلام القرآن الأردنيين، من أصول فلسطينية، توفي عام 2015 بمدينة الزرقاء.

## حياته
اسمه محمود بن عبد القادر بن إدريس بن ناصر عكاشة، وعرف باسم "محمود إدريس"، من مواليد مدينة اللد بفلسطين في عام 1938م تقريباً. 
بدأ الشيخ رحلته مع القرآن الكريم في سنة 1959م، أتم الحفظ كاملاً في عام 1961م.
تردد الشيخ في أيام حفظه للقرآن الكريم على مسجد عمر بن الخطاب في الزرقاء، ودرس في تلك الأيام على شيخ مصري اسمه محمد الأمجد حيث درس عليه التفسير والوعظ والخطابة، وكان الشيخ محمد الأمجد داعية ملهماً يذكر القصة في درسه لو أعادها مراراً لا تملّ سماعها لجمال أسلوبه وقوة بيانه.
وكان للشيخ عملا خاصا به، فآثر أن يعمل خادماً في مسجد عمر في سنة 1961م. ثم عمل مؤذناً ثم مدرساً للقرآن في دار القرآن الكريم في نفس المسجد، ثم قيّماً للمكتبة الإسلامية في المسجد، ثم إماماً وخطيباً فيه خلفاً لشيخه سعيد سمّور وذلك من عام 1972م حتى عام 1994م، وعمل أيضاً في كلية الشريعة مدرساً لمادة التلاوة ودرّس أيضاً في جامعة آل البيت سنتين. وتنقل بين عدة مساجد، حيث عمل إماماً في مسجد قرطبة ثم مسجد أبي حويلة، وأخيراً استقر به المقام إماماً متطوعاً في مسجد ابن ماجة، ومدرساً للقرآن.

## أعماله
سجل برنامجاً من ثلاثين حلقة يعلّم أحكام التلاوة والتجويد كان يذاع بالإذاعة الأردنية.

## وفاته
توفي الشيخ محمود إدريس يوم الأربعاء الموافق 14-01-2015 في مدينة الزرقاء وقد صلى عليه في مسجد آل مكتوم في الزرقاء الجديدة وشيع جثمانه إلى مقبرة الهاشمية الإسلامية ودفن فيها.